# Trà Sơn (Bắc Trà My)
Trà Sơn est un xã (commune) du huyện (district rural) de Bắc Trà My, dans la province de Quảng Nam, au centre du Viêt Nam.

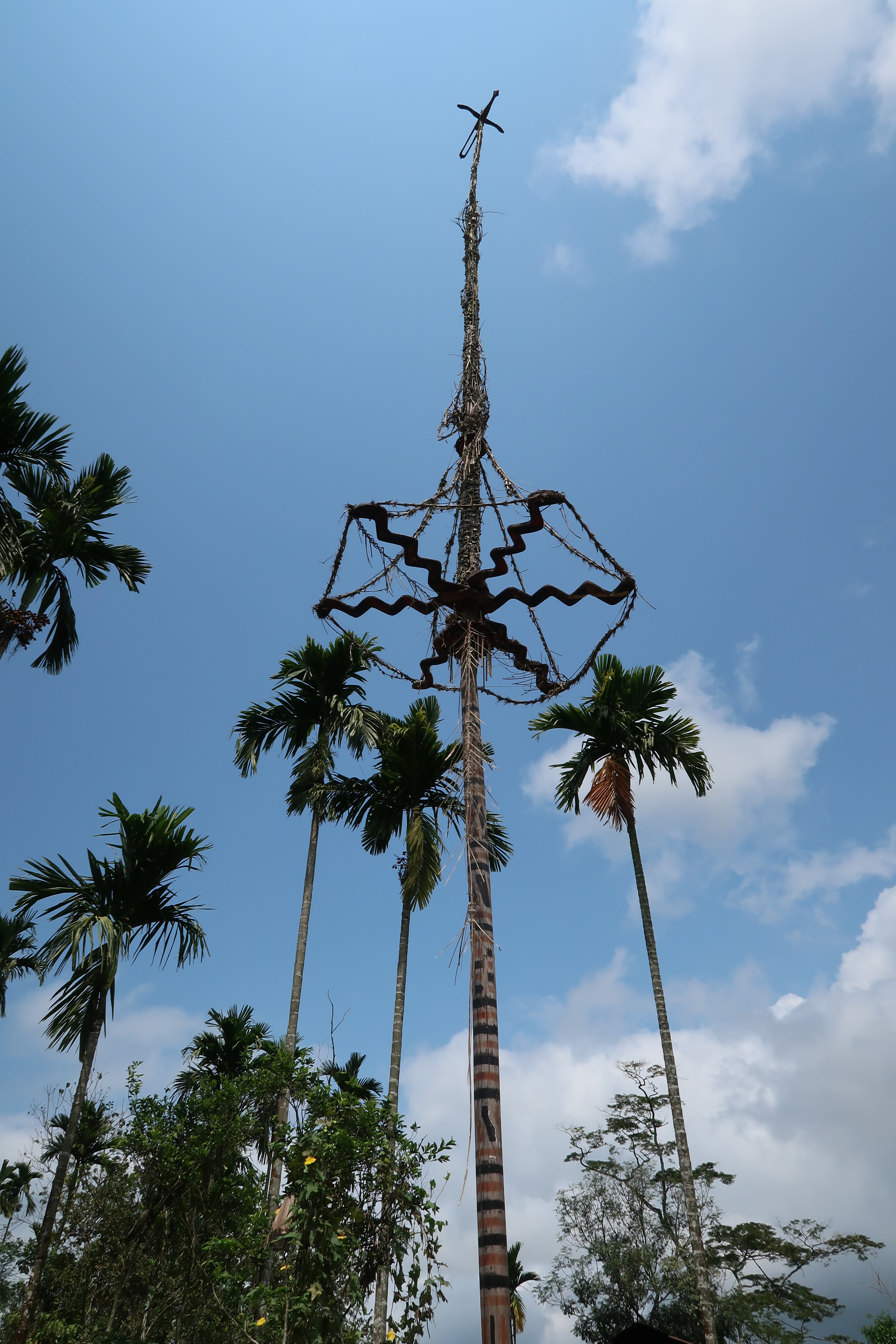
Cây nêu (arbre du nouvel an) à Trà Sơn